# 香泉镇 (宝鸡市)
香泉镇，是中华人民共和国陕西省宝鸡市陈仓区下辖的一个乡镇级行政单位。

## 行政区划
香泉镇下辖以下地区：
前锋村、石尧村、各河口村、孙家村、刘家沟村、三泉村、间坪村、陈家沟村、水柏村、麻池村、七一村、康家沟村、王家庄村、南峪村和硖里村。